# Дзержинская линия
Дзержи́нская ли́ния — вторая линия Новосибирского метрополитена. Первый её участок, от станции «Площадь Гарина-Михайловского» до станции «Сибирская», введён в эксплуатацию 31 декабря 1987 года. Проходит под улицами Челюскинцев, Гоголя и Кошурникова. На схемах обозначается зелёным цветом и числом .

## История
Появление второй линии метрополитена было обусловлено тем, что, согласно трассировке Ленинской линии в правобережных районах, линия не подходила к главному вокзалу города, который, таким образом, остался на расстоянии двух километров от ближайшей станции метро.
В результате нагрузка на улицу Челюскинцев (прямой путь от вокзала до станции «Красный Проспект») оказалась очень высокой, что создавало серьёзные проблемы для наземного транспорта в период почти двух лет до открытия первого участка Дзержинской линии.

Распоряжение СМ РСФСР от 12 декабря 1978 года

Эта проблема была решена путём постройки первого участка Дзержинской линии в составе двух станций, включая станцию «Вокзальная» (рабочее название «Площади Гарина-Михайловского»).

### Проект
Проект первой очереди Новосибирского метрополитена в составе девяти станций Ленинской линии (от станции «Площадь Калинина (Заельцовская)» до «Площади Маркса», включая «Спортивную») и первого участка из двух станций Дзержинской линии (от «Вокзальной» до «Сибирской») был утверждён Советом Министров РСФСР 12 декабря 1978 года. Причём именовалась Дзержинская линия тогда Кировской.

### Расположение
Согласно утверждённому проекту, линия проходит по территории четырёх районов правобережной части Новосибирска: Железнодорожному, Центральному, Дзержинскому и Октябрьскому. В перспективе трасса должна пройти по территории Ленинского района (её левобережный участок).

### Строительство

#### Первый участок линии

Схема линии до 28.12.2000 г

К строительству первого участка линии приступили задолго до открытия в январе 1986 года Новосибирского метрополитена. Станцию «Сибирскую» (рабочее название «Нарымская»), в связи с тем, что она является пересадочной на Ленинскую линию и имеет общий вестибюль с «Красным проспектом» начали строить одновременно со станцией «Красный проспект». Строительные работы по обеим станциям начались в декабре 1980 года: под обе станции на перекрёстке Красного проспекта и улицы Гоголя были раскрыты два котлована глубиной около 20 м.
Ещё ранее, в начале 1980 года, приступили к работам по станции «Вокзальная». В начале работ у метростроителей из тоннельного отряда возникли трудности — грунт на площади у главного вокзала оказался слишком твёрдым и в него не шли сваи. Было принято решение позвать на помощь «Взрывпром». Летом 1987 года строители начали возводить конструкции на 100-метровом участке сопряжения правого тоннеля и станции «Вокзальная». А в конце того же года — первый участок линии (длина 1,6 км) был принят Государственной комиссией в эксплуатацию. Первое время после открытия линию обеспечивал только один-единственный электропоезд, ходивший по левому тоннелю. В 2000 году поездов стало два.

#### Вторая очередь
После открытия первых станций началось постепенное продление линии на восток. В 1988 году начался демонтаж трамвайной линии по улице Гоголя, которая дублирует на поверхности трассировку Дзержинской линии (от Центрального рынка до парка культуры «Берёзовая роща»). В 1990 году были поставлены заборы под станцию «Фрунзенская» (рабочее название станции «Маршала Покрышкина»). Начато раскрытие котлована станции и камер для щитов. Затем была начата проходка тоннелей в сторону «Сибирской».
В 1991 году было начато само строительство второй очереди Дзержинской линии, от «Сибирской» до станции «Гусинобродская» (рабочее название «Золотой Нивы»), протяжённостью 4,1 км с тремя станциями: «Маршала Покрышкина», «Берёзовая роща» и станцией «Золотая Нива». Общая протяжённость второй очереди метрополитена — от станции «Площадь Гарина-Михайловского» должна была составить 5,86 км строительной или 5,53 км эксплуатационной длины, с длинами перегонов:
1. от станции «Сибирская» до станции «Маршала Покрышкина» — 1,08 км[6];
2. от станции «Маршала Покрышкина» до станции «Берёзовая Роща» — 1,17 км[6];
3. от станции «Берёзовая Роща» до станции «Золотая Нива» — 1,71 км[1].

В 1996 году первый президент России Борис Ельцин в ходе предвыборной поездки в Новосибирск обещал выделение финансирования, однако никаких денег федеральный бюджет Новосибирску так и не дал.
А щит тем временем, застряв в водонесущих грунтах, вышел из строя. Вытащить щит из влажного грунта удалось только через несколько лет. В результате «Маршала Покрышкина» была введена в эксплуатацию только 28 декабря 2000 года. Вместе с новой станцией был запущен правый тоннель до «Площади Гарина-Михайловского», длиной 1,58 километров. С этого момента количество электропоездов, обслуживающих линию, было увеличено.
В 2002 году в город пришёл новый генеральный подрядчик — «Бамтоннельстрой». Горнопроходческая компания начала активные работы, по прокладке правого тоннеля и возведению станции «Берёзовая роща». Правый тоннель был пройден канадским тоннелепроходческим щитом «Lovat». 25 июня 2005 года станцию торжественно открыли, однако при этом было организовано челночное движение (по одному тоннелю). Открытию нормального движения помешали две проблемы:
1. техническая — нужно было вытаскивать щит из левого тоннеля;
2. финансовая — сдав станцию, «Бамтоннельстрой» не получил от заказчика порядка 400 млн рублей.

В 2004 году в Новосибирске проводилось совещание строителей и на нём глава Росстроя Николай Кошман пообещал обеспечить федеральное финансирование на запуск «Берёзовой рощи» в 2004 году. Однако его слова так и остались лишь обещанием.
«Бамтоннельстрой», проложив правый тоннель до «Берёзовой рощи», успел проложить от «Берёзовой рощи» участок левого тоннеля. Щит «Lovat», которым прокладывался этот участок, остановили и разобрали, а затем вытащили на поверхность земли. Остался небольшой 42-метровый непроложенный участок второго тоннеля, где сидел старый щит. Дело до него дошло только в 2006 году. Утонувший щит вытащили и к концу года прокопали оставшийся участок. После чего второй тоннель стал рабочим, а Дзержинская линия — полноценной, без челночного движения.
К возведению объектов третьей станции, входившей во вторую очередь Дзержинской линии, приступили в 1993 году. Однако через пять лет, в связи с недостатком денежных средств, все строительные работы были прекращены. Строительство было возобновлено только в мае 2007 года. На тот момент было пройдено 44 метра левого тоннеля и 7 метров — правого. К середине года строители из «ТО-39» прошли уже 240 метров левого перегонного тоннеля. Работы осложняли устаревшие щиты и сложные геологические условия — большой объём грунтовых вод.
7 октября была открыта, а затем 26 октября 2010 года закрыта (на 30 суток решением суда) станция «Золотая Нива». Повторное её открытие состоялось только 9 февраля 2011 года. В течение 2012 года планируется достроить и ввести оставшиеся вестибюли и павильоны «Золотой Нивы». На эти цели бюджет выделял 228 млн рублей.

## Техническая информация

### Депо
До постройки запланированного «Волочаевского» электродепо, с момента ввода и по настоящее время, Дзержинскую линию обслуживает «Ельцовское» электродепо, которое находится по нечётной стороне улицы Нарымской, в пойме реки 1-й Ельцовки.

### Подвижной состав
На линии используются вагоны 81-717/714. В настоящее время по линии ходят четырёхвагонные, и намного реже - пятивагонные составы Одновременно на линию выходят от двух до восьми (в часы пик) составов.
В ближайшее время подвижной состав линии планируется перевести на дистанционное управление.

### Оснащение станций

Камера наблюдения

В период с 2008 года по 2011 год на нескольких станциях («Площадь Гарина-Михайловского», «Сибирская») Дзержинской линии была внедрена круглосуточная система видеонаблюдения, аналогичная внедрённой ранее системе на Ленинской линии. Монтаж систем связи и систем наблюдения вёлся в соответствии с городской целевой программой «Безопасность Новосибирского метрополитена».
К 2011 году вестибюли нескольких станций линии («Площадь Гарина-Михайловского», «Сибирская», «Маршала Покрышкина», «Берёзовая роща», «Золотая Нива») были оснащены рамками металлоискателей, для выборочного досмотра пассажиров.

Система СЗИОНТ

С 20 декабря 2012 года на всех станциях линии работает система СЗИОНТ (система защиты, информирования и оповещения населения на транспорте), внедрённая в период с 2011 года по 2012 год. Система включает терминалы для связи с операторами МЧС, имеет связь с всероссийской системой оповещения населения, а также оборудована датчиками на наличие радиации и химических веществ.
К настоящему времени на двух станциях линии («Площадь Гарина-Михайловского» и «Сибирская») действует система ОКСИОН (общероссийская комплексная система информирования и оповещения населения). Система установлена МЧС и представляет собой комплекс, включающий информационные мониторы, а также кнопки экстренного вызова специальных служб. На мониторы поступает информация о поведении людей в тех или иных экстренных случаях.

## Станции
|  | Название станции                                             | Дата открытия   | Пере- садки      | Тип станции                              | Глубина (м) | Координаты | Район города             | Вид станции |
|  | ------------------------------------------------------------ | --------------- | ---------------- | ---------------------------------------- | ----------- | ---------- | ------------------------ | ----------- |
|  | Площадь Гарина-Михайловского проектное: «Вокзальная»         | 31 декабря 1987 |                  | Колонная трёхпролётная мелкого заложения | 9           |            | Железнодорожный          |             |
|  | Сибирская проектное: «Нарымская»                             | 31 декабря 1987 | Красный проспект | колонная трёхпролётная мелкого заложения | 15          |            | Центральный              |             |
|  | Маршала Покрышкина проектное: «Фрунзенская», «Ольги Жилиной» | 28 декабря 2000 |                  | колонная трёхпролётная мелкого заложения | 11          |            | Центральный район        |             |
|  | Берёзовая роща                                               | 25 июня 2005    |                  | односводчатая мелкого заложения          | 10          |            | Дзержинский              |             |
|  | Золотая Нива                                                 | 7 октября 2010  |                  | Колонная двухпролётная мелкого заложения | 14          |            | Дзержинский, Октябрьский |             |

Все станции Дзержинской линии имеют островные платформы.

## Статистика
- Длина станций на линии, как и на всех станциях Новосибирского метрополитена, стандартная — 102 м, что позволяет поместить на путь до пяти вагонов (в настоящее время внедряют 5-ти вагонные составы). Длина посадочной платформы — 100 м[23];
- Общее время поездки — около 10 минут[23];
- Интервалы движения поездов на линии составляют от 3 минут (часы пик) до 12 минут (после 23.00)[24];
- Перевозка за 6 месяцев 2012 года — 6,6 млн пассажиров[25].

## Перспективы

Перспективная схема линии

В 1980-х годах проектным институтом «Новосибметропроект» была разработана (и утверждена Советом Министров СССР) откорректированная «Генеральная схема развития метрополитена города Новосибирска», согласно которой по Дзержинской линии должны быть расположены 8 станций, а её общая длина должна составлять 14,7 км. В настоящее время на линии, общей протяжённостью 5,4 км, расположены 5 станций.

### Ближайшие перспективы
До августа 2011 года «Площадь Станиславского», расположенная по Ленинской линии, была следующей (14-й) на очереди строительства станцией метро после «Золотой Нивы». А уже после её сдачи планировали вновь перейти на Дзержинскую линию, начав возводить станцию с проектным названием «Гусинобродская» (другое название — «Доватора»).
Однако 10 августа 2011 года вице-мэр города Андрей Ксензов заявил, что следующей станцией выбрана станция на Дзержинской линии, так как «хотя „Площадь Станиславского“ тоже важна и нужна городу, но всё же она даст существенно меньшее развитие пассажирских перевозок, чем „Доватора“». В августе того же года было отмечено, что пуск перспективной станции ожидается (в случае успеха с финансированием проекта из федерального бюджета) в 2016 году. В апреле 2012 года новый начальник МУП «УЗСПТС» А. Мысик добавил, что станция «Доватора» будет строиться открытым способом и будет иметь один вестибюль. В ноябре 2012 года стало известно, что конструктивно станция «Доватора» и следующая за ней «Молодёжная» будут похожи на станцию «Речной вокзал» — по бокам от путей расположатся две 4,5-метровые платформы, ограждённые прозрачным экраном. После остановки поезда будут открываться раздвижные двери данного экрана.
После этого, по словам Мысика, на линии должны появиться «Волочаевское» электродепо и одноимённая наземная станция, зонного типа. Перспективное метродепо должно будет обслуживать Дзержинскую линию и освободить Ельцовское депо. По мнению начальника МУП «УЗСПТС», депо со станцией могут быть введены в течение 2—2,5 лет, в период с 2018 года до 2020 года. В ближайшее время по станции «Доватора» и «Волочаевскому» электродепо должна начаться разработка проектно-сметной документации. Ориентировочный срок начала строительных работ — период с 2012 года по 2014 год. По заявлению ряда чиновников, при их возведении «город рассчитывает на поддержку федерального бюджета» (в 2013 году).
В июне 2012 года стало известно, что ветка закончится в районе жилмассива Волочаевский станцией с рабочим названием «Молодёжная» (также называется «Волочаевской»), которая должна расположиться между улицей Волочаевской и улицей Коминтерна. Причём до Гусинобродского шоссе будут возведены подземные тоннели (и на пересечении улиц Доватора и Гусинобродского шоссе расположится станция «Гусинобродская»). А далее через примерно 400 м, на высоте порядка 5 метров (по другим данным, эстакада поднимется на 9 м), будет построена утеплённая крытая эстакада.
Эстакада длиной около 800 метров, согласно планам, будет идти параллельно шоссе. Она позволит сэкономить на строительстве линии не менее 1 млрд рублей (учитывая проложенные от НТЭЦ-5 коллекторы канализации и трубы водовода). В зимнее время эстакада будет отапливаться. А после станции «Молодёжная» расположится депо «Волочаевское». В октябре 2012 года губернатор Василий Юрченко на одной из пресс-конференций заявил, что власти планируют привлечь к достройке Дзержинской линии частных инвесторов. При этом он добавил, что «линию реально достроить за 2-2,5 года». Затраты на постройку двух станций и депо власти оценили в 10 млрд рублей. Также чиновники рассматривают возможность привлечь к возведению линии строителей с Украины, либо из Германии. Переговоры с немецкой компанией должны состояться уже 4 ноября 2012 года. Также, по словам Юрченко, к продлению ветки проявляли интерес строители из Франции и Чехии.
По состоянию на 29 июня 2012 года, проектно-сметная документация проходила корректировку. По окончании этих работ проекту предстоит пройти общественные слушания (в обязательном порядке) экспертов и жителей города. А на пресс-конференции, состоявшейся 16 августа 2012 года, мэр Новосибирска Владимир Городецкий подтвердил информацию, что строительство линии в 2013 году будет возобновлено. При этом его первый заместитель заявил, что со стороны федерального центра «на следующий год необходимо минимум 700—800 млн рублей.» Однако по мнению представителя проектировщика ООО «Красноярскметропроект» (входит в Бамтоннельстрой), «разработка проекта только едва началась и закончится не ранее середины 2013 года». Что же касается возведения этих объектов, то к сооружению удастся приступить не ранее 2014 года или даже 2015 года.
Под новое метродепо уже был зарезервирован земельный участок — в Октябрьском районе города. Границы этого участка (частично) занимают два садовых общества. 30 октября на публичных слушаниях по планировке в районной администрации на публичных слушаниях по планировке было объявлено, что 87 садов попали в границы будущего «Волочаевского» депо. По словам чиновников, сады не подпадают под расселение. Но перед строительством участки у собственников будут выкуплены.
На начало 2013 года проект из двух станций в рамках продолжения линии находится в стадии прохождения экспертизы. Экспертиза в Москве продлится, по ожиданиям, до апреля. После этого власти объявят конкурс, документацию для которого готовит консалтинговая компания. Стоимость продления ветки, по предварительным оценкам, должна была составить 9 млрд рублей. По заявлению мэра города, сооружение объектов компания-застройщик начнёт на свои деньги, а расчёт будет производиться городом в течение пяти лет. Также он добавил, что ещё есть надежда, что возведение начнётся в этом году. По состоянию на апрель 2013 года, на объекты готовится инвестиционный конкурс. Мэр Городецкий на встрече с журналистами добавил, что расчёт за две станции и депо будет постепенным, «с рассрочкой в 5-7 лет с момента сдачи объекта». Мэр уточнил и стоимость продления ветки и объявил сроки. По его словам цена постройки этих объектов составит около 10,5 млрд рублей. Что касается сроков постройки обеих станций, то они, по его мнению, будут построены максимум за три года — это «рекордно короткий срок».
Ряд экспертов усомнились в достижении подобных планов — недоверия возникли и по части объявленных сроков, и в отношении заявленной цены (она слишком непосильна). По состоянию на конец апреля 2013 года, проект продления линии до сих пор находится на согласовании и ещё не получил одобрение государственной экспертизы из Москвы. В инвестиционном конкурсе на право заниматься строительными работами планируют принять участие компании из Германии, Чехии и Франции. Сам конкурс по выбору подрядчика, по словам заместителя губернатора Новосибирской области А. Ксензова, должны были «объявить не позже мая 2013 года». Однако уже 23 мая губернатор НСО объявил, что в мае конкурс объявить не получится, так как «из-за плохой работы УЗПТС были сорваны сроки госэкспертизы». Крайним сроком проведения конкурса В. Юрченко называл тогда июнь 2013 года. Тем не менее лишь в начале июля 2013 года из Москвы было получено только положительное заключение от Государственной экспертизы на разработанный проект двух перспективных станций и метродепо. Инвестиционный конкурс, по словам мэра Новосибирска, на сооружение будет объявлен «в самое ближайшее время».

### Отдалённые планы
В дальнейшей перспективе имеются планы по продлению линии на левый берег Оби, в Ленинский район Новосибирска, с пересадкой на перспективную Кировскую линию и возможностью продления одной из этих линий в посёлок Кудряши. Кроме того, рассматривается возможность объединения Кировской и Дзержинской линий, в одну. Однако продлевать Дзержинскую линию на левый берег технически трудно: сразу после станции «Площадь Гарина-Михайловского» располагается вокзал Новосибирск-главный и строить пути метро под ж/д путями опасно — может произойти обрушение.
Согласно «Карте-схеме комплексного развития общественного транспорта г. Новосибирска» от 2007 года, до моста (перспективного) через Обь, должны быть построены ещё три станции: в районе улицы Владимировской, ул. Ногина и около Заельцовского парка (См. схему «Комплексное развитие общественного транспорта» из Генерального плана Новосибирска до 2030 года).

## В культуре
- В дополнении (моде) «Metrostroi Subway Simulator»[50] к игре «Garry’s Mod» в Steam есть целиком воссозданная Дзержинская линия с работающей на ней основным средством сигнализации АЛС-АРС без автостопов и защитных участков, при которой все светофоры автоматического действия нормально погашены[51][52]. На карте присутствует ошибка с путевым развитием: при отправлении с одной из конечных станций — «Золотая Нива» по I главному пути — игрок проезжает через перекрёстный съезд, которого в реальности, согласно схеме, нет[53]. Линия функционирует в виде аддона в Steam Workshop и разработана «игроками-энтузиастами». Дополнение отличается от других симуляторов высокой реалистичностью[54].